# Pieter Steenwijck

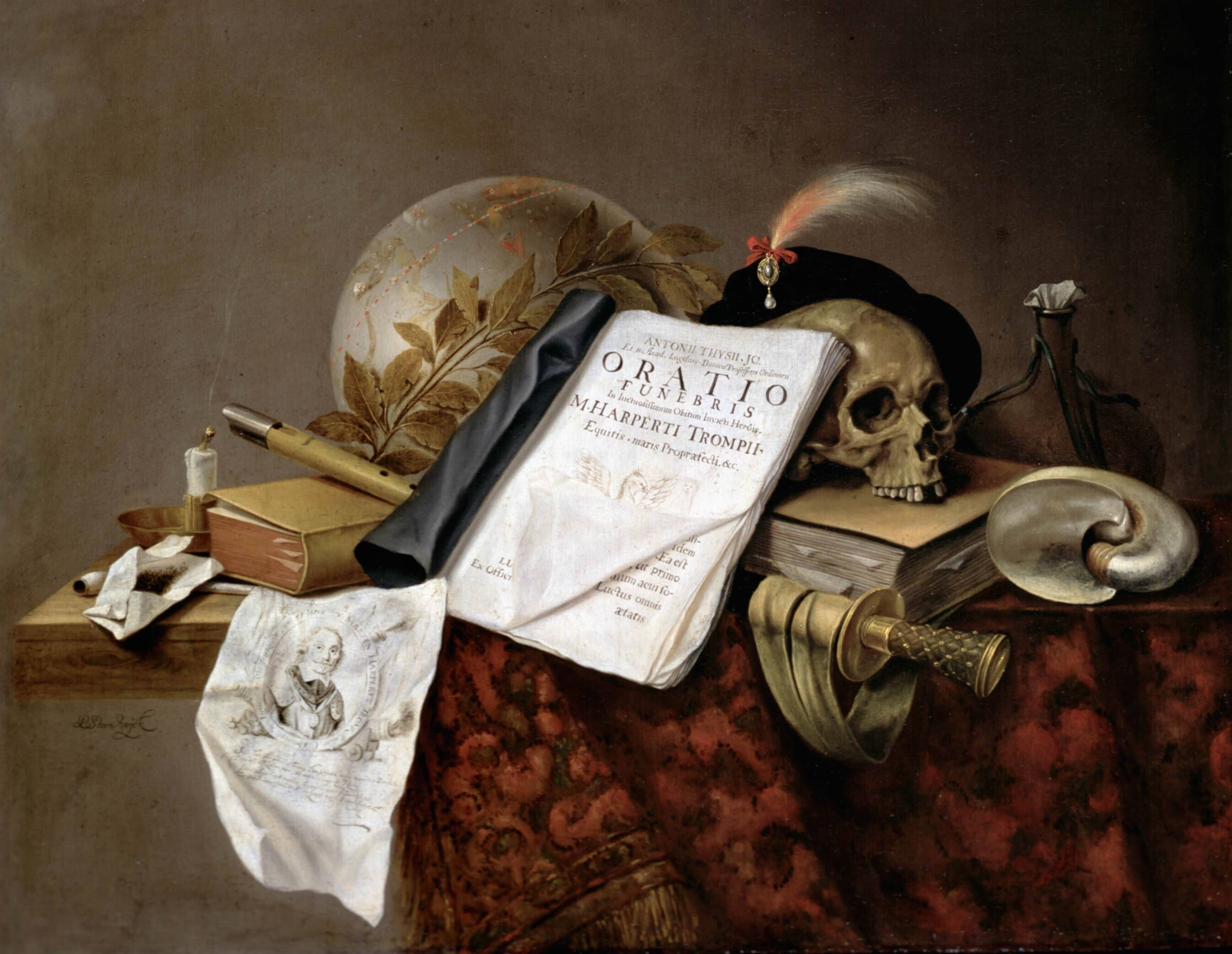
Pieter Steenwijk, Vanitas, 1653, Museum De Lakenhal (Leida)

Pieter Steenwijck (Leida, 1615 – 1660) è stato un pittore e incisore olandese.

## Biografia
Pieter Steenwijck (citato a volte Pieter Evertz (van) Steenwyck), pittore olandese del Secolo d'oro, era fratello minore di Harmen Steenwijck, anch'egli pittore. Scarse sono le informazioni biografiche che lo riguardano. Si distinse per dipinti di natura morta di grande impatto emotivo, in cui espresse abilità pittorica e anche una vasta cultura. Le sue opere sono caratterizzata da un attento esame dei significati allegorici, delle forme e delle proporzioni degli oggetti.

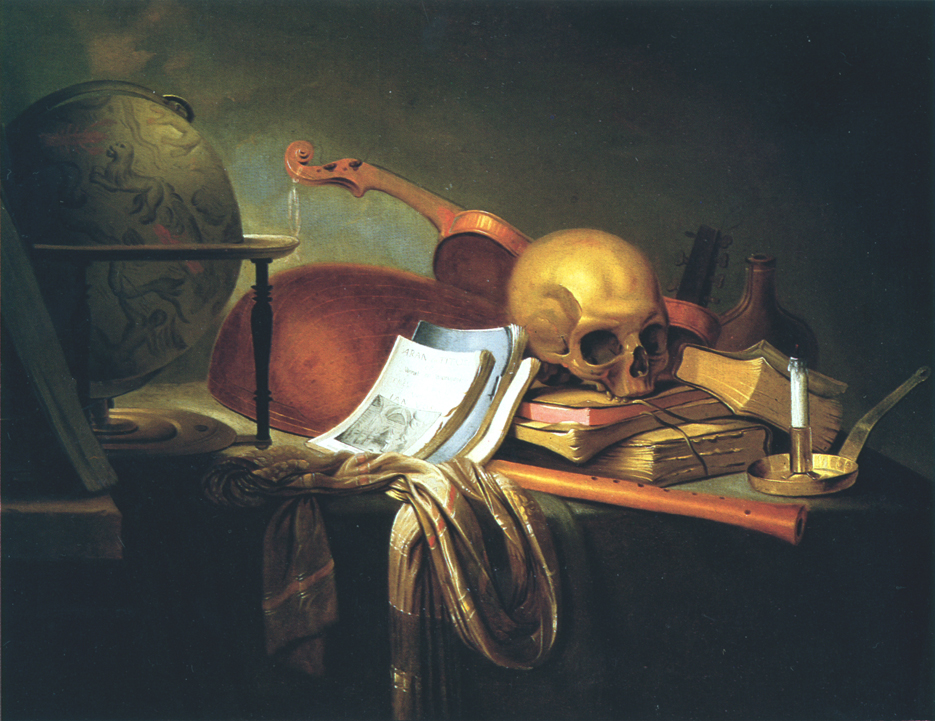
Pieter Steenwyck, Ars longa, vitta brevis, Collezione privata

I due fratelli Steenwijck si formarono a Leida, nella bottega dello zio David Bailly (1584-1657). Nell'anno 1642 Pieter Steenwijck è identificato come un membro della Corporazione di San Luca di Delft e nel 1644 della Corporazione di San Luca di Leida. Svolse quindi la sua attività anche a Delft, nuovamente a Leida nel 1644, poi anche a L'Aia, fra il 1652 e il 1654. La sua firma compare su una Natura morta datata 1656, a conferma che in questa data era vivente.